# Люспеста риба дракон
Люспестите риби дракони (Stomias boa) са вид актиноптери от семейство Стомиеви (Stomiidae).
Те са незастрашен вид.
Таксонът е описан за пръв път от Антоан Рисо през 1810 година.

## Подвидове
- Stomias boa boa
- Stomias boa colubrinus
- Stomias boa danae
- Stomias boa ferox
- Stomias boa gracilis